# 3C 390.3
3C 390.3 é um quasar localizado na constelação de  Draco.